# Pecoreo
Se llama pecoreo a la conducta de las abejas obreras de Apis mellifera o abeja doméstica que recolectan polen y néctar de la flora apícola de un determinado lugar geográfico.

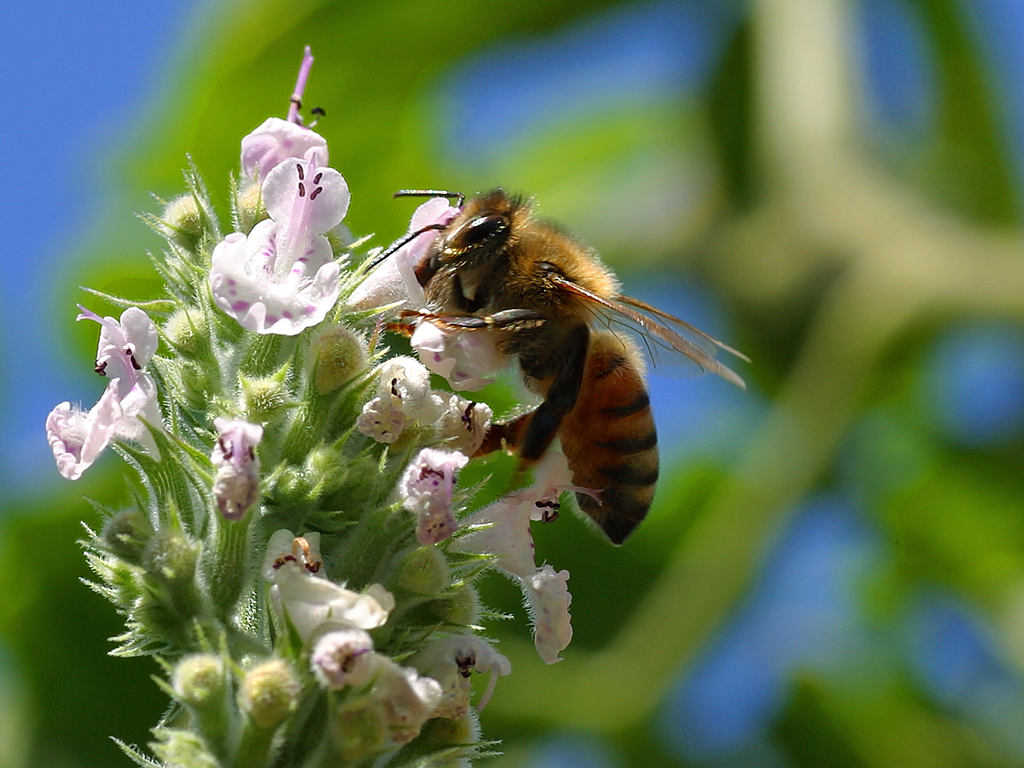
Abeja libando.

También suele llamarse conducta de forrajeo; las forrajeadoras son las abejas obreras recolectoras que desarrollan esta actividad.
La casta obrera al nacer pasa por diferentes estadios durante los primeros días dentro del nido o colmena. Limpian, alimentan a las larvas, producen cera para los panales y, por último, después de 20 días aproximadamente de los trabajos descritos se convierten en las pecoreadoras o forrajeras que traen el alimento a la colmena.
Se dice normalmente que una obrera tarda 21 días en nacer, pasa 21 días en el interior de la colmena y luego como pecoreadora vive otros 21 días.

## Recolección de néctar
La abeja succiona el néctar de los nectarios de las flores y éste es depositado en el buche melario que tiene en la región torácica. Este néctar tiene una alta concentración de agua y azúcares diluidos. Es el alimento energético de la abeja, el cual es depositado en las celdas hexagonales de los panales de cera y lentamente es sometido a un proceso de deshidratación hasta alcanzar el 18 por ciento de humedad, dando lugar a la miel. La recolección del néctar se realiza durante todo el día, siguiendo los patrones horarios de entrega de las diferentes especies de plantas. 

## Recolección del polen

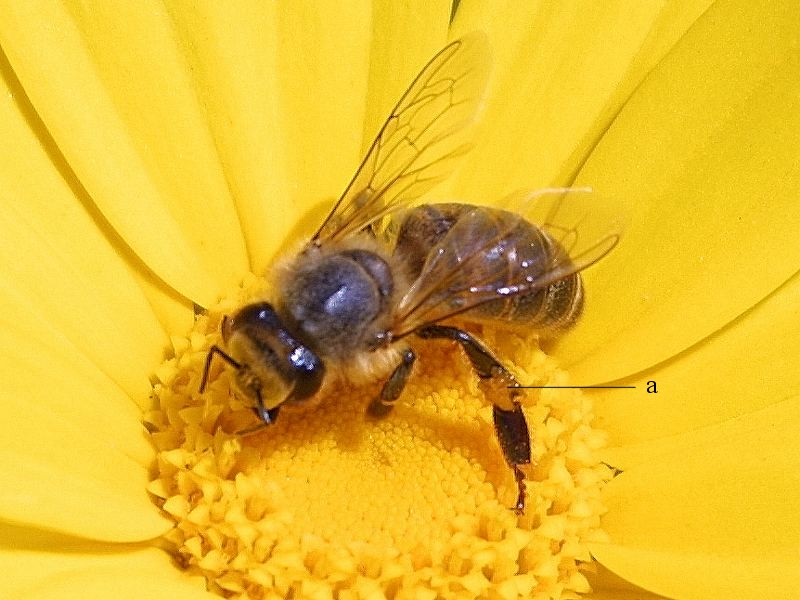
Abeja recolectando polen. a señala la cesta o corbícula.

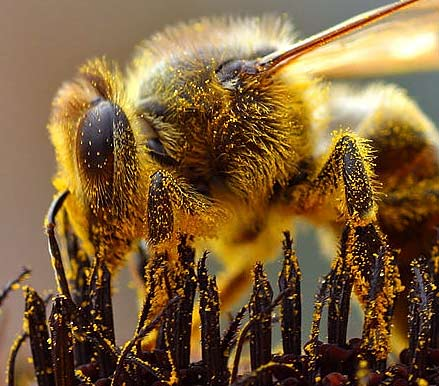
Granos de polen adosados al cuerpo de una abeja.

El polen es recolectado por las abejas y es trasladado en un recipiente especial que las obreras tienen en el tercer par de patas, este recipiente es denominado corbícula. Podemos observar en la fotografía el polen que es indicado con la letra a.
El polen contiene sustancias grasas, minerales y proteínas necesarias para la nutrición de las abejas. Es el elemento básico de su dieta.
Cuando la flora comienza la entrega de polen podemos inferir que las abejas comienzan su temporada de cría, en virtud que es necesario para la alimentación de las obreras y las larvas que darán lugar a las mismas y a los zánganos.
El polen es depositado en los panales de cera, conjuntamente con una serie de enzimas que la abejas segregan, tras un periodo de fermentación, se convierte en lo que se denomina pan de las abejas.
No todos los pólenes tienen la misma calidad proteica, los hay con promedios del 18 al 30 por ciento de proteínas crudas, por ello algunos permiten un rápido desarrollo de la colmena y otros no. Hay muchos con buen porcentaje de proteínas, pero con deficiencias de aminoácidos esenciales, por lo cual suele ser suplementada la dieta de las colmenas por los apicultores, con tortas de polen, levadura y harinas vegetales proteicas.